# Benedyktynki ormiańskie
Benedyktynki Ormiańskie (Panny Benedyktynki Ormiańskie) – żeński zakon katolicki obrządku ormiańskiego oparty na regule św. Benedykta. Funkcjonował we Lwowie do II wojny światowej. Jedyny zakon katolicki obrządku ormiańskiego działający na ziemiach polskich. Zakon męski, mimo prób sprowadzenia do Polski mechitarystów, nigdy nie powstał.

## Historia zakonu
Założony we Lwowie w latach 1675–1676 przez trzy mniszki przybyłe z Kamieńca Podolskiego. Dzięki wstawiennictwu arcybiskupa ormiańskiego Wartana Hunaniana otrzymały od rady miejskiej Lwowa budynki w dzielnicy ormiańskiej do zagospodarowania na klasztor. Opiekę nad nimi sprawował proboszcz ormiańskiej parafii katedralnej, ks. Onufry Asłanowicz i Benedyktynki obrządku łacińskiego z ksienią Eleonorą Kazanowską na czele. Zezwolenia na założenie własnego zgromadzenia udzielił papież Aleksander VIII w 1690 roku. Na jego mocy powstawał nowy zakon, podlegający regule św. Benedykta, ale zachowujący obrządek ormiańskokatolicki. 24 grudnia 1692 roku abp Wartan Hunanian uroczyście konsekrował pierwszych 14 profesek.
Na czele zakonu stała ksieni. Pierwsza na to stanowisko została wybrana w 1701 Marianna Nersesowiczówna, siostra biskupa koadiutora Deodata Nersesowicza.
Przy klasztorze istniała znana i ceniona szkoła żeńska, do której uczęszczały panny ormiańskie, ale też polskie i rusińskie (jej absolwentką była m.in. prof. Krystyna Moszumańska-Nazar). Posiadały też folwark Pasieki na Łyczakowie oraz kaplicę pw. Matki Bożej Nieustającej Pomocy, poświęconą 29 września 1898 przez abp Izaaka Mikołaja Isakowicza.
Po II wojnie światowej, w 1946, w wyniku utraty Kresów przez Polskę, opuściły Lwów i zamieszkały u oo. Benedyktynów w Lubiniu w Wielkopolsce. W r. 1958 przeniosły się do Wołowa na Dolnym Śląsku, gdzie osiadły w założeniu kaplicy Św. Józefa przy ul. Poznańskiej. Z powodu braku rodzimych powołań i faktycznego zaniku społeczności ormiańskiej w Polsce, zdecydowały się w 1961, za czasów ksieni Jadwigi Jóżak, na przyjęcie obrządku łacińskiego (rzymskiego).  Jej następczynią w latach 1984–2009 siostra Agnieszka Dobiesz, a od 2009 roku jest nią siostra Maria Trybała.

## Lista ksieni Benedyktynek Ormiańskich
- Marianna Ksawera Nersesowiczówna (1701-1710)[2]
- Helena Fortunata Spendowska (1710-1751)[2]
- Magdalena Benedykta Manuczkiewiczówna (1751-1772)[2]
- Marianna Alojza Augustynowiczówna (1772-1788)[2]
- Magdalena Ryspyma Matiaszewiczówna (1772-1788)[2]
- Gertruda Ksawera Teodorowiczówna (1789-1796)[2]
- Barbara Weronika Piramowiczówna (1796-1827)[2]
- Marianna Kolumba Nadejówna (1827-1839)[2]
- Ludwika Krzysztofowiczówna (1839-1843)[2]
- Rozalia Kajetana Sarkisiewiczówna (1843-1893)[2]
- Joanna Alojza Janowiczówna (1895-1927)[2]
- Elekta Orłowska (1928-1954)[2]
- Jadwiga Jóżak (1954-1961) – "starsza siostra" do unii z Benedyktynkami Łacińskimi[1]